# Rösli Näf

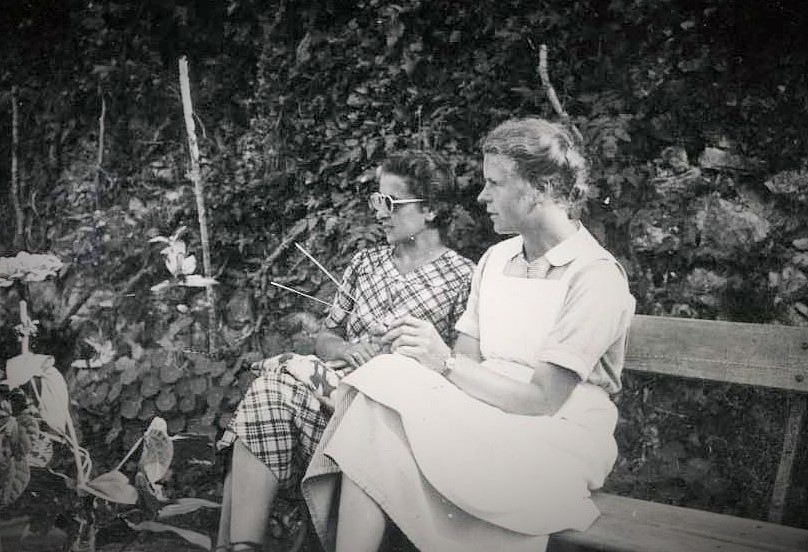
Rösli Näf (rechts), Château de la Hille, 1941

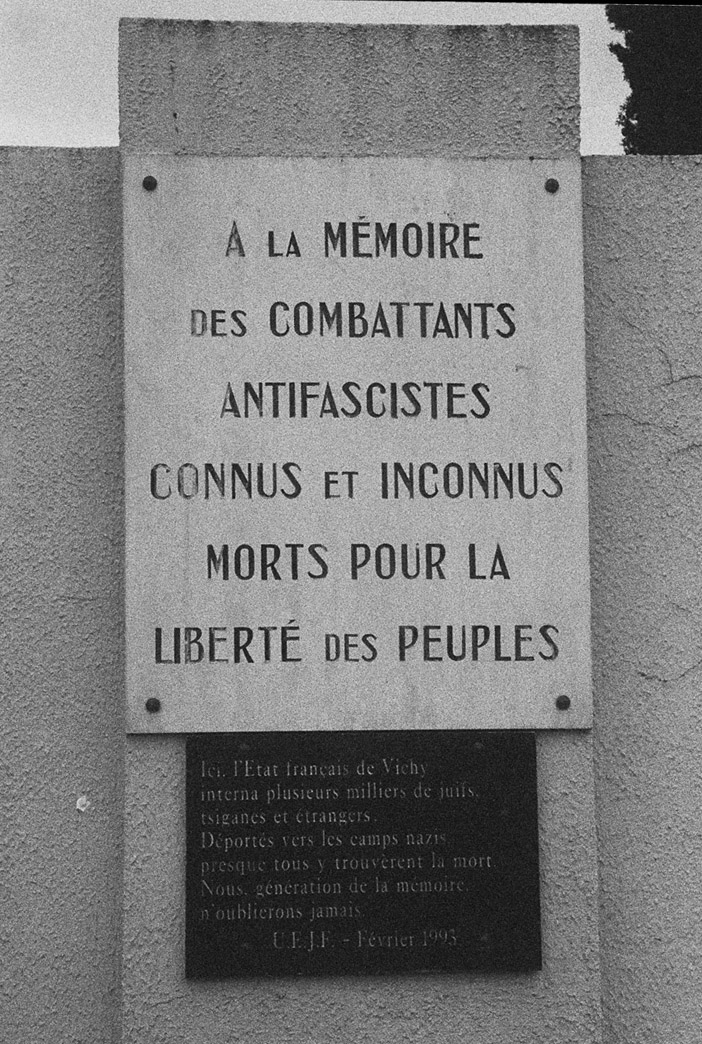
Gedenktafel im ehemaligen Internierungslager Le Vernet

Rösli Näf (* 9. Mai 1911 in Glarus; † 15. September 1996 ebenda) war eine Schweizer Krankenschwester.

## Leben
Rösli Näf war die Tochter eines Kondukteurs und wuchs mit drei Geschwistern in der Stadt Glarus auf, wo sie die Primar- und Sekundarschule besuchte. Um sich Fremdsprachenkenntnisse anzueignen, arbeitete sie als Dienstmädchen in Genf und Lugano und ging für zwei Jahre nach England. Zur Vorbereitung auf den Beruf der Krankenschwester war sie in einem Sanatorium in Davos, in einer psychiatrischen Privatklinik in Meiringen und im Burghölzli in Zürich (heute: Psychiatrische Universitätsklinik Zürich) tätig, wo sie ihren Abschluss als Krankenschwester machte.
In den Jahren 1937 bis 1939 arbeitete sie bei Albert Schweitzer in Lambaréné, wo sie Emma Ott kennenlernte. Nach ihrer Rückkehr in die Schweiz meldete sie sich bei Rodolfo Olgiati von der Schweizerischen Arbeitsgemeinschaft für kriegsgeschädigte Kinder (SAK) (ab 1942 Kinderhilfe des Schweizerischen Roten Kreuzes (SRK)) in Bern und wurde von ihm im Jahr 1941 mit der Leitung der Kinderkolonie in Seyre und danach mit der Leitung der Kinderkolonie im Château de la Hille in Montégut-Plantaurel (Département Ariège (bei Toulouse)) in Südfrankreich betraut, die im September 1940 von der SAK übernommen worden war und rund 100 – vorwiegend jüdische deutsche – Flüchtlingskinder beherbergte.
Anfang Mai 1941 meldete sie sich beim Delegierten des SAK (ab 1942 SRK) für Südfrankreich, Maurice Dubois, in Toulouse, der ihr mit einem Minimum von Anweisungen, freie Hand in der konkreten Ausführung der gestellten Aufgabe liess.
Am 26. August 1942 wurden 45 über 16-jährige jüdische Jugendliche von La Hille von der französischen Polizei ins Internierungslager Le Vernet gebracht, von wo sie nach Deutschland deportiert werden sollten. Als Näf erfuhr, wo ihre Schützlinge waren, fuhr sie nach Le Vernet und verschaffte sich die Erlaubnis für den Zutritt ins Lager, um bei ihnen sein zu können. Sie blieb bis zu deren Entlassung bei ihnen und brachte sie nach La Hille zurück. Nach der Intervention von Maurice Dubois und der Schweizer Botschaft bei der Vichy-Regierung durften die Jugendlichen am 2. September ins Heim zurückkehren, nachdem sie miterlebt hatten, wie 400 Menschen aus Le Vernet deportiert wurden. Im Herbst 1942 reiste Näf nach Bern, um die Leitung der Kinderhilfe zu bitten, die gefährdeten Kinder in die Schweiz in Sicherheit zu bringen. Der Ausschuss der SRK Kinderhilfe hatte wiederholt beim Bundesrat interveniert, die 168 jüdischen Bewohner der SRK-Heime oder mindestens die 80 gefährdeten Jugendlichen in die Schweiz zu holen. Der Einmarsch der Wehrmacht in die französische Südzone im November 1942 machte diesen Plan jedoch zunichte.
Nach der vollständigen deutschen Besetzung Frankreichs im November 1942 war eine legale Ausreise nicht mehr möglich. Als die jüdische Bevölkerung in Frankreich im Dezember 1942 aufgefordert wurde, sich bei den Behörden zu melden, half Näf mehreren Kindern und Jugendlichen bei der Flucht: Einige schafften die Flucht über die Pyrenäen oder fanden Unterschlupf bei französischen Bauern oder mehrere Mädchen in einem Kloster, ein paar schlossen sich der Résistance an, 20 konnten heimlich die Schweiz erreichen, fünf hatten sich an der Grenze verlaufen und wurden am 23. Dezember 1942 von deutschen Grenzwächtern aufgegriffen. Die Jugendlichen hatten den Weg über die Haute-Savoie gewählt, wo ihnen Germaine Hommel und Renée Farny von der Kolonie Saint-Cergues-les-Voirons über die Schweizer Grenze halfen. Für die Leitung der Kinderhilfe des SRK hatten Näf, Hommel und Farny mit der Fluchthilfe den Neutralitätsgrundsatz des Roten Kreuzes verletzt. Der Ausschuss der SRK Kinderhilfe beschloss Näf, Hommel und Farny zu versetzen. Näf kehrte im Mai 1943 in die Schweiz zurück.

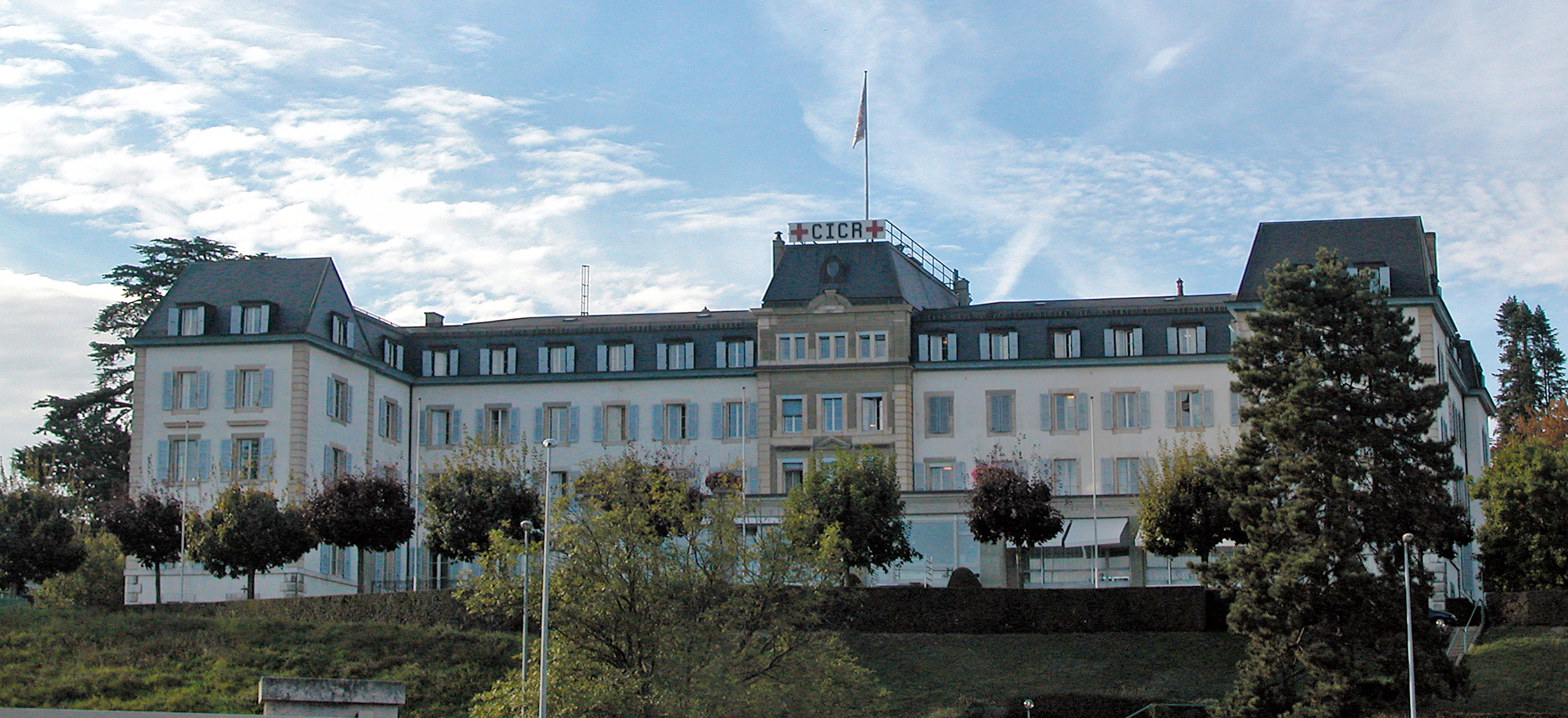
Das Centre Henri-Dunant in Genf (heute Sitz des IKRK) beherbergte von 1942 bis 1945 über 30.000 Kinder

Zurück in der Schweiz half sie in der Kinderkolonie der Pro Juventute für Gastkinder in Oberägeri. Im November 1943 wurde sie von Rodolfo Olgiati zur Vizeleiterin des Centre Henri-Dunant in Genf ernannt. Das Zentrum war im Oktober 1942 im ehemaligen Hotel Carlton-Parc (heute Sitz des IKRK) eingeweiht worden, um jeweils über 800 Kinder der Kinderzüge aus dem Ausland aufnehmen zu können, bis Ende 1945 wurden dort über 30.000 Kinder untergebracht. Als die Kinderzüge vorübergehend eingestellt werden mussten, wurde das Gebäude ein Jahr lang als Aufnahmezentrum für Flüchtlinge benutzt. Ende 1943 beherbergte es 80 Mütter mit Säuglingen und mehr als 150 alleinstehende Kinder von 6 bis 10 Jahren.
Nach ihrer Tätigkeit in Genf half sie beim Aufbau und der Leitung des Bildungsheims Neukirch in Neukirch an der Thur im Kanton Thurgau. Dann zog Näf nach Dänemark, wo sie einen Bauernhof bewirtschaftete. Im Winter 1953/54 arbeitete sie erneut in Lambaréné.
Im Jahr 1987 kehrte sie ins Glarnerland zurück, wo sie sich bis zu ihrem Tod in ihrem Bekanntenkreis um Kranke und Betagte kümmerte.

## Ehrung
- 1989: Ehrung in Yad Vashem als «Gerechte der Völker»[4]

## Filme
- Anne-Marie Im Hof-Piguet: Juste parmis les nations. Schweiz 2009, 50 Min.[5]
- La filière. Schweiz 1987, 37 Min., Regie Jacqueline Veuve. Film online (Französisch gesprochen)